# Jibbāli
Jibbāli ist eine neusüdarabische Sprache.

## Verbreitungsgebiet und Sprecher
Die Zahl der Sprecher beträgt nach einer Volkszählung von 1993 etwa 25.000. Die Sprecher haben einen unterschiedlichen Sozialstatus und gehören verschiedenen Stämmen an. Sie leben zum Teil als Halbnomaden in den Gebirgsregionen der omanischen Provinz Dhofar, wo sie Kamele und Kühe züchten und Weihrauch sammeln, zum Teil in den Städten an der Küste, wo sie verschiedene Berufe ausüben. Die viehzüchtenden Batahira im Wadi-Ezdah-Gebirge benutzen die Sprache; die Fischer auf den Churiya-Muriya-Inseln sprechen einen speziellen Dialekt. Jibbāli verfügt über eine reichhaltige dialektale Differenzierung, es werden östliche, zentrale und westliche Dialekte unterschieden. Eine Verständigung mit den Sprechern anderer neusüdarabischer Sprachen ist nicht möglich. Eine Eigenbezeichnung für ihre Sprache haben die Sprecher nicht. In der Forschung tauchen viele verschiedene Bezeichnungen auf wie Śheri/Śhori/Śḥauri u. a., diese werden aber von den Sprechern als herabsetzend empfunden, deshalb bevorzugen sie die Bezeichnung Jibbāli.

## Forschungsgeschichte und Status
Die erste Beschreibung der Sprache durch die europäische Linguistik unter dem Namen Ehhkili erfolgte 1838 durch Fulgence Fresnel. Ein Durchbruch in der Erforschung der neusüdarabischen Sprachen erfolgte durch die Südarabische Exkursion der kaiserlichen Akademie in Wien im Jahr 1898, auf der zahlreiche Texte gesammelt wurden. Eine weitere Erforschung erfolgte seit 1980 durch T.M. Johnstone, der 1981 das erste Wörterbuch für Jibbāli verfasste. Anschließend erfolgten weitere Forschungsarbeiten.
Das Summer Institute of Linguistics stuft die Sprache als „bedroht“ ein, der UNESCO-Atlas der gefährdeten Sprachen als „ernsthaft gefährdet“.